# Campeonato Potiguar de Futebol de 1943
O Campeonato Potiguar de Futebol de 1943 foi a 24ª edição do campeonato estadual de futebol do Rio Grande do Norte, que foi vencido pelo Santa Cruz Esporte e Cultura, refundado como Santa Cruz Futebol Clube, com uma vitória de 2x1 sobre o América, quebrando uma hegemonia de 25 de títulos do próprio América e do ABC.

## Regulamento
Serão realizados turno e returno separados. O vencedor de cada turno se classifica para as finais. Se um mesmo clube vencer os dois turnos, será declarado campeão automaticamente.

## Primeiro Turno
| Classificação - Primeiro Turno                                          | Classificação - Primeiro Turno | Classificação - Primeiro Turno | Classificação - Primeiro Turno | Classificação - Primeiro Turno | Classificação - Primeiro Turno | Classificação - Primeiro Turno |
| Time                                                                    | Time                           | PG                             | J                              | V                              | E                              | D                              |
| ----------------------------------------------------------------------- | ------------------------------ | ------------------------------ | ------------------------------ | ------------------------------ | ------------------------------ | ------------------------------ |
| 1                                                                       | Santa Cruz                     | 7                              | 5                              | 3                              | 1                              | 1                              |
| 2                                                                       | América                        | 7                              | 5                              | 3                              | 1                              | 1                              |
| 3                                                                       | ABC                            | 6                              | 5                              | 3                              | 0                              | 2                              |
| 4                                                                       | Alecrim                        | 4                              | 5                              | 2                              | 0                              | 3                              |
| 5                                                                       | Atlético                       | 2                              | 5                              | 3                              | 0                              | 2                              |
| 6                                                                       | Baependi                       | 0                              | 5                              | 0                              | 0                              | 5                              |
| PG - pontos ganhos; J - jogos; V - vitórias; E - empates; D - derrotas. |                                |                                |                                |                                |                                |                                |

## Segundo Turno
| Classificação - Segundo Turno                                           | Classificação - Segundo Turno | Classificação - Segundo Turno | Classificação - Segundo Turno | Classificação - Segundo Turno | Classificação - Segundo Turno | Classificação - Segundo Turno |
| Time                                                                    | Time                          | PG                            | J                             | V                             | E                             | D                             |
| ----------------------------------------------------------------------- | ----------------------------- | ----------------------------- | ----------------------------- | ----------------------------- | ----------------------------- | ----------------------------- |
| 1                                                                       | Santa Cruz                    | 8                             | 5                             | 4                             | 0                             | 1                             |
| 2                                                                       | América                       | 8                             | 5                             | 4                             | 0                             | 1                             |
| 3                                                                       | ABC                           | 6                             | 5                             | 3                             | 0                             | 2                             |
| 4                                                                       | Atlético                      | 6                             | 5                             | 3                             | 0                             | 2                             |
| 5                                                                       | Alecrim                       | 2                             | 5                             | 1                             | 0                             | 4                             |
| 6                                                                       | Baependi                      | 0                             | 5                             | 0                             | 0                             | 5                             |
| PG - pontos ganhos; J - jogos; V - vitórias; E - empates; D - derrotas. |                               |                               |                               |                               |                               |                               |

## Classificação Geral
| Classificação - Final                                                   | Classificação - Final | Classificação - Final | Classificação - Final | Classificação - Final | Classificação - Final | Classificação - Final |
| Time                                                                    | Time                  | PG                    | J                     | V                     | E                     | D                     |
| ----------------------------------------------------------------------- | --------------------- | --------------------- | --------------------- | --------------------- | --------------------- | --------------------- |
| 1                                                                       | Santa Cruz            | 15                    | 10                    | 7                     | 1                     | 2                     |
| 2                                                                       | América               | 15                    | 10                    | 7                     | 1                     | 2                     |
| 3                                                                       | ABC                   | 12                    | 10                    | 6                     | 0                     | 4                     |
| 4                                                                       | Atlético              | 8                     | 10                    | 4                     | 0                     | 6                     |
| 5                                                                       | Alecrim               | 6                     | 10                    | 3                     | 0                     | 7                     |
| 6                                                                       | Baependi              | 0                     | 10                    | 0                     | 0                     | 10                    |
| PG - pontos ganhos; J - jogos; V - vitórias; E - empates; D - derrotas. |                       |                       |                       |                       |                       |                       |

## Premiação
| Campeonato Potiguar de 1943 |
| --------------------------- |
|                             |
| Santa Cruz(1º título)       |

| Vice Campeão:    | Terceiro Colocado: |
| ---------------- | ------------------ |
| América de Natal | ABC                |